# Josef Lang (Henker)
Josef Lang (* 11. März 1855 in Simmering bei Wien; † 21. Februar 1925 ebenda) war der letzte Scharfrichter Österreich-Ungarns. Er übte dieses Amt von 1900 bis zum Ende der Monarchie 1918 aus und vollstreckte in dieser Zeit 39 Todesurteile.

## Leben

### Herkunft und Ausbildung
Josef Lang wurde in Simmering als Sohn des Tagelöhners Mathias Lang und der Anna Maria geboren. Sein Eltern stammten beide aus Böhmen, sein Vater aus Krumau und seine Mutter aus Amaliendorf. Er erlernte das Tischlerhandwerk. Nach dem Militärdienst und einigen Jahren als Heizer bei der damals britischen Wiener Gasgesellschaft hatte er genug gespart, um sich 1888 in der Simmeringer Geystraße 5 ein kleines Kaffeehaus kaufen zu können, mit dem er später auf die Simmeringer Hauptstraße übersiedelte. Als Kaffeehausbesitzer war er bald eine bekannte Persönlichkeit in dem damals kleinen Vorort von Wien. Lang war zudem Mitglied der „Freiwilligen Simmeringer Turner-Feuerwehr“. Da er mehrmals als Lebensretter in Erscheinung trat, war Lang auch häufiger in den Zeitungen zu finden.

### Der Weg zum Amt
Zu den Stammgästen in Langs Kaffeehaus gehörte auch der Wiener Scharfrichter Karl Selinger (1862–1899), der Neffe Langs, der vom Hauptberuf eigentlich Milchhändler gewesen war. Er überredete den kräftig gebauten Lang, ihm bei Hinrichtungen als Gehilfe zur Seite zu stehen. Lang assistierte in Folge bei mehreren Hinrichtungen, wie er selbst sagte „aus Sport, ohne Bezahlung“. Als Selinger starb, war die Stelle des Wiener Scharfrichters nachzubesetzen. Da die von anderen Personen eingereichten Bewerbungen nicht die Zustimmung der Behörden fanden, erinnerte man sich des „athletischen Gehilfen“ von Selinger und machte Lang durch polizeiliche Ermittlungsarbeit ausfindig. Lang hatte ursprünglich die Absicht gehabt, sich als Nachfolger zu bewerben, hatte es aber unterlassen, ein Bewerbungsschreiben zu schicken, da er mit 45 Jahren zu alt für den Eintritt in den Staatsdienst war (lt. Dienstpragmatik konnte in der k.u.k. Monarchie niemand Beamter werden, der älter als 40 Jahre war). Eine Ausnahmeregelung war aber in diesem speziellen Fall kein Problem, und Lang wurde mit Dekret vom 27. Februar 1900 zum Henker von Wien ernannt. Mit der Ernennung musste er allerdings sein Kaffeehaus aufgeben und verlor damit seine bürgerliche Existenz, da es Beamten damals verboten war, privatwirtschaftliche Betriebe zu führen.

### Tätigkeit als Scharfrichter

Josef Lang nach der Hinrichtung von Cesare Battisti am Würgegalgen am 12. Juli 1916

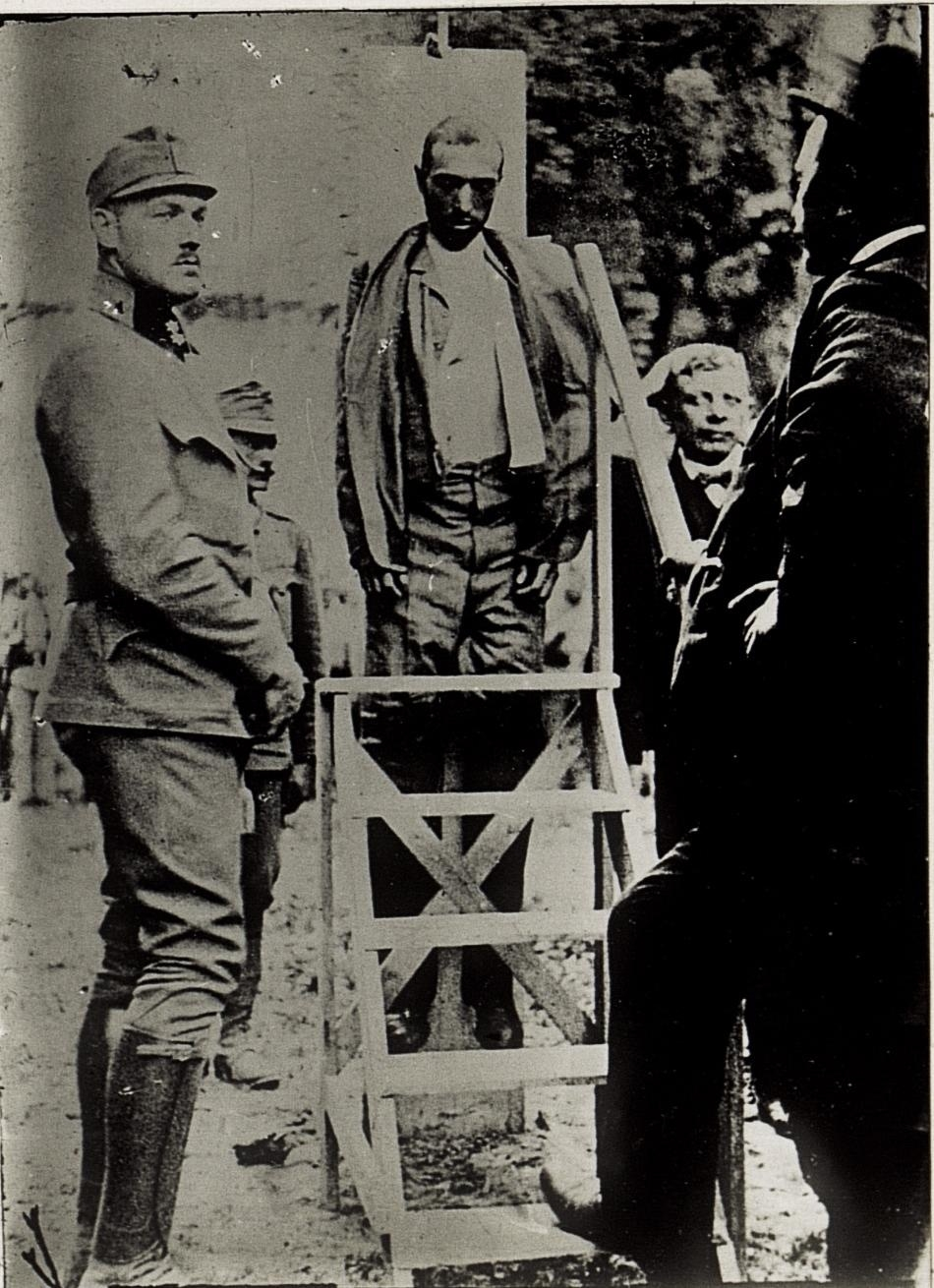
Josef Lang (rechts) nach der Hinrichtung von Fabio Filzi am Würgegalgen am 12. Juli 1916

Als Scharfrichter von Wien war Lang zuständig für Hinrichtungen im ganzen damaligen Cisleithanien, mit Ausnahme des Königreichs Böhmen sowie der Okkupationsgebiete Bosnien und Herzegowina.
Einem Zeitungs-Nachruf der Wiener „Arbeiter-Zeitung“ zufolge hat Lang insgesamt 39 Menschen durch Hängen hingerichtet. Hatte Lang von 1900 bis 1914 nicht viele Urteile zu vollstrecken – der greise Kaiser Franz Josef machte fast immer von seinem Gnadenrecht Gebrauch – so wurde Lang im Ersten Weltkrieg öfter eingesetzt, um Spione und Verräter hinzurichten. Dabei wurde er 1916 bei der Exekution von Cesare Battisti und Fabio Filzi im Castello del Buonconsiglio mit den am Galgen hängenden Leichen der Hingerichteten fotografiert. Das Bild des „lachenden österreichischen Henkers“ ging um die Welt und fand als Postkarte weite Verbreitung. Battistis Hinrichtung und insbesondere die Zurschaustellung seines Leichnams zwecks Photographie thematisierte der österreichische Schriftsteller Karl Kraus bereits unmittelbar nach den Ereignissen in seinem Werk Die letzten Tage der Menschheit und wählte das Photo als Titelbild der ersten Buchausgabe des Dramas.
Alle 39 Hinrichtungen vollzog Lang nach der in Österreich zu dieser Zeit üblichen Methode der Strangulation am Würgegalgen; die angelsächsische Erhängungsmethode des Sturzes durch eine Falltür kannte und missbilligte er, weil sie seiner Meinung nach unnötig große und lang dauernde Qualen verursache. Eine Hinrichtungsdauer von mehr als einer Minute hielt er für eine „rohe Abschlachtung“ und war überzeugt, dass die Strangulation bei seiner Methode „nicht die mindesten Schmerzen“ bereite, ja vielmehr „angenehme Gefühle“ auslöse. Als Beweis führte er einen Strangulierungsversuch an, den er einmal durch seine Gehilfen an sich habe vornehmen lassen.

### Ruhestand

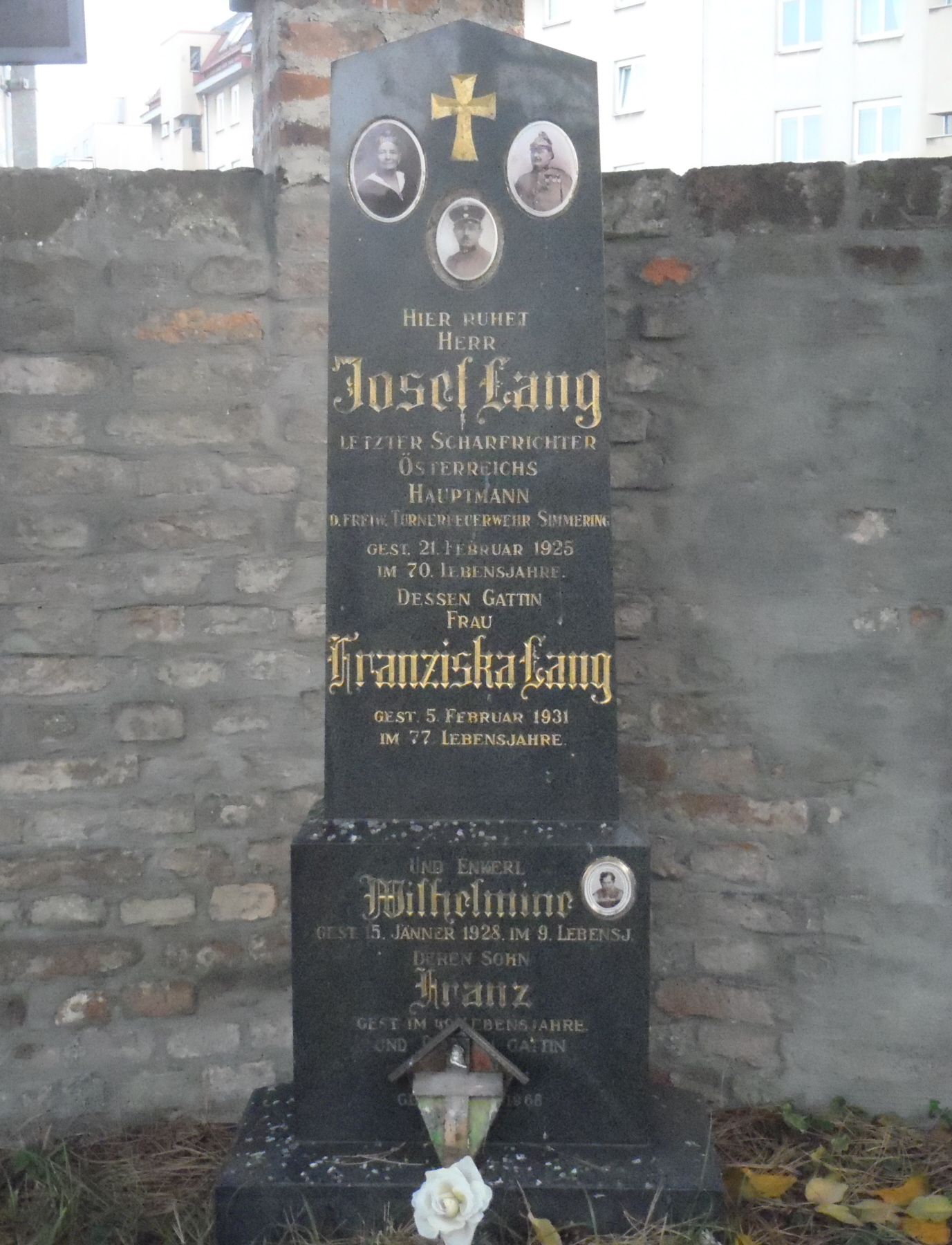
Grab Josef Langs und seiner Familie auf dem Simmeringer Friedhof in Wien

Lang war bis zum Ende der Donaumonarchie tätig, unter anderem noch am 22. August 1918, als er, aus Graz angefordert (wo bis dahin die letzte Hinrichtung einer Zivilperson 1893 stattgefunden hatte), das Todesurteil an einem 27 Jahre alten Holzknecht, der 1917 am Feistritzsattel einen Raubmord begangen hatte, vollstreckte. Mit Abschaffung der Todesstrafe im April 1919 wurde Lang außer Dienst gestellt.
Er erhielt in den folgenden Jahren eine kleine Rente und arbeitete als Hausmeister in Wien in der Gottschalkgasse 1 (Simmering). Lang war bis zum Schluss selbstbewusst und überzeugt, als Henker gute Arbeit geleistet zu haben.
Als Lang 1925 starb, wurde er auf dem Simmeringer Friedhof in Wien beerdigt; dabei gaben ihm 10.000 Wiener das letzte Geleit. Die häufig verbreitete Geschichte, dass Lang Suizid begangen habe, ist nicht wahr.
Nach der Wiedereinführung der Todesstrafe acht Jahre nach Josef Langs Tod wurde sein Neffe Johann Lang ebenfalls zum Scharfrichter ernannt. Dieser und einige weitere Familienmitglieder Langs wurden von den Nationalsozialisten ermordet.

## Rezeption

### Status in der Gesellschaft
Lang genoss bei seinen Mitmenschen ein hohes gesellschaftliches Ansehen und war – im Gegensatz zu beispielsweise den Henkern in Großbritannien – eine Person des öffentlichen Lebens. Wenn er in kleinen Provinzstädten der Monarchie seinem Gewerbe nachging, wurde er am Bahnhof oft wie ein Staatsgast empfangen, und die gesamte Bevölkerung war auf den Beinen, um den Henker zu sehen. Die Zeitungen berichteten über ihn mit Foto, und Lang wurde zu Abendgesellschaften eingeladen, bei denen er bereitwillig über seine Erlebnisse berichtete. Sein Erfolg bei der Damenwelt war „legendär“. Auch dem bekannten „rasenden Reporter“ Egon Erwin Kisch gab Lang ein Interview, in dem er ausführlich über seine Profession berichtete.

### Einpersonenstück
Gerhard Dorfer und Anton Zettel dramatisierten Anfang der 70er Jahre das Leben und Wirken Langs als satirisches Einpersonenstück. Es wurde am 18. April 1971 vom Autor Gerhard Dorfer in der Rolle des Josef Lang am Theater am Neumarkt in Zürich zur Uraufführung gebracht. Regie führte Peter Schweiger. Die österreichische Erstaufführung fand unter der Mitwirkung von Anton Zettel im November 1971 in Graz mit Fritz Holzer als Josef Lang statt. In Wien wurde das Stück im Oktober 1972 im Kellertheater der Josefstadt (Kleines Theater im Konzerthaus) mit Felix Dvorak in der Hauptrolle aufgeführt. Peter Lodynski inszenierte das „aus alten Quellen wahrheitsgemäß nacherzählte“ Monodrama um einen Henker, der nach Abschaffung der Todesstrafe „die Welt nicht mehr versteht“ (Zettel). Viele andere Theater von Bremerhaven bis zum Stadttheater Klagenfurt (hier wieder mit Felix Dvorak) spielten das auch heute noch aufgeführte Stück nach. Von der Produktion des Theaters in der Josefstadt mit Felix Dvorak gibt es eine Schallplatte und eine Fernsehaufzeichnung des ORF. Nach der Funkfassung von Radio Wien ist eine CD mit Helmut Qualtinger als Scharfrichter Lang bei Spray Records erschienen (Funkregie Hans Krendlesberger). Das ZDF produzierte auf der Basis des Monodramas ein Fernsehspiel unter der Regie von Heinz Schirk, in dem Georg Corten als Josef Lang zu sehen war.